# 差異女性主義
差異女性主义（英語：Difference Feminism），是女性主義的流派。該女性主義承認性別間有所差異，而要求提升受傳統貶抑的女性價值。

## 簡述
差異女性主义，主張男女之间有生理或其他的差異，但該差異不能作為價值判斷性別間道德地位的理由。 
“差异女性主義”一词，誕生於1980年代和1990年代美国女性主義的“平等与差异爭论”中。1990年代，女性主義者將“差异”与“平等”視為二元逻辑，透過后现代或解构的進路，消解或懸置这种二分法。  而差異女性主義一詞隨之失宠，變得鮮少使用。
差异女性主義不需要本质主义作為前提。大多数差异女性主義都没有论证女性特質、女性传统價值觀、思维习惯（“认识方式” ）或人格特征之间，存在著生理的、内在的、非历史的或其他“本質”上的联系. 这些女性主義者只试著承认，在此刻，女性和男性存在明顯的差异，并探索被贬低的“女性化”氣質。  这种差异女性主義也被称为性别女性主義（英語：gender feminism）。
某些差異女性主義的分支，如瑪麗‧戴莉，不仅认为女性和男性不同，具有不同的氣質，或不同的认知方式，更認為女性及女性氣質优于男性。 尽管关于戴莉的女性主義是否是本质主义一直是爭議，但这种观点不需要本质主义作為前提。

## 历史
1980年代，一些女性主義发展差異女性主義，回應當時流行的自由主義女性主義（在爭論脈絡中，称为“平等女性主義”）。平等女性主义，强调男女之间的相似性，因男女在能力、理性等方面並無不同，故以此主张平等对待女性。虽然一樣以男女平等为目标，但差异女性主義强调男女之间的差异，并认为为了男女平等，平等对待男性氣質與女性氣質不是必要的。 自由主義女性主義致力在社会和法律上促進性别中立化，因为社會法律上的性别差异對待是自由民主中权利和参与的障碍。而差异女性主義则认为平等女性主義主張的性别中立化伤害了女性，藉由“強迫她们模仿男性，剥夺她们对社会的独特贡献，或讓她們參與有利於男性的社會競爭”。 
差异女性主義追溯其自身來源至19世纪的早期思想，如德国作家Elise Oelsner。她认为除应该允许女性进入本來男性限定的领域和机构，如科学界，这些机构同時需要改变，需要承認被传统贬低的女性价值。Elise Oelsner認為，「女人的優越天性」能改革科學，使其更平等、更自由。在護理方面，差異女性主義影響了护理伦理。在后一点上，许多女性主義者以“女性主義有什么不同？”的方式重新阅读了“差异女性主義”一词。 （例如科学实践）而不是“男女之间有什么区别”？ 

## 本质主义
某些第二波女性主義者的思想，如心理学家卡罗尔·吉利根和激進女性主义神学家玛丽·戴利，常被論者視為是“本质主义”。哲學上的本质主义中，是相信事物擁有使自身成為自身的本质與屬性。性別政治中，性別的本质主义意味着“女人”和“男人”具有无法改变的固定本质或特性，例如行为習慣、思考慣性及人格特征等。
然而，克瑞西達·海斯等女性主義学者批評以“本质主义”解釋戴利和吉利根的思想。她们认为“本质主义”的指控通常是滥用术语，而不是基于证据的批评 ，并没有准确地反映吉利根或 戴利的观点。

## 外部連結
- 《正義與差異政治》(ISBN 9789864772971)